# 재일본조선인연맹
재일본조선인연맹(在日本朝鮮人連盟)은 1945년부터 1949년까지 활동한 재일 조선인 단체이다. 단체의 주 목적은 재일 조선인의 송환 조정과 잔류자에 대한 지원이었다.

## 참고 자료
- 呉圭祥 (2009년 3월). 《ドキュメント在日本朝鮮人連盟 1945-1949》. 岩波書店. ISBN 978-4-00-023024-7. 다음 글자 무시됨: ‘和書’ (도움말);
- 篠崎平治 (1955). 《在日朝鮮人運動》. 実務教養選書. 令文社. NDLJP:2978741. 다음 글자 무시됨: ‘和書’ (도움말)
- 原尻英樹 (1998년 7월). 《「在日」としてのコリアン》. 講談社. ISBN 4-06-149410-4. 다음 글자 무시됨: ‘和書’ (도움말);
- 坂東忠信 (2016년 10월 8일). 《在日特権と犯罪틀:Fontsize》. 青林堂. ISBN 978-4792605674. 다음 글자 무시됨: ‘和書’ (도움말)
- 宮崎学 (1998년 2월). 《不逞者》. 角川春樹事務所. ISBN 4-89456-047-X. 다음 글자 무시됨: ‘和書’ (도움말); 
  - 宮崎学 (1999년 4월). 《不逞者》. 幻冬舎アウトロー文庫. 幻冬舎. ISBN 4-87728-734-5. 다음 글자 무시됨: ‘和書’ (도움말);
- 李瑜煥 (1980년 3월). 《日本の中の三十八度線――民団・朝総連の歴史と現実》. 洋々社. 다음 글자 무시됨: ‘和書’ (도움말);